# Bastani
Bastani (en persa: بستنی‎ ), conocido localmente como bastani sonnati (en persa: بستنی سنتی‎   "helado tradicional") o bastani sonnati zaferani (en persa: بستنی سنتی زعفرانی‎ "helado de azafrán tradicional"), es un helado iraní elaborado con leche, huevos, azúcar, agua de rosas, azafrán, vainilla y pistachos. Es ampliamente conocido como helado persa .El bastani a menudo contiene copos de nata congelada. A veces, el salep se incluye como ingrediente.
Āb havij bastani ( en persa: آب هویج بستنی‎   ) es una mezcla de zumo de zanahoria que se convierte en un refresco helado y, ocasionalmente, se puede adornar con canela, nuez moscada u otras especias.

## Historia

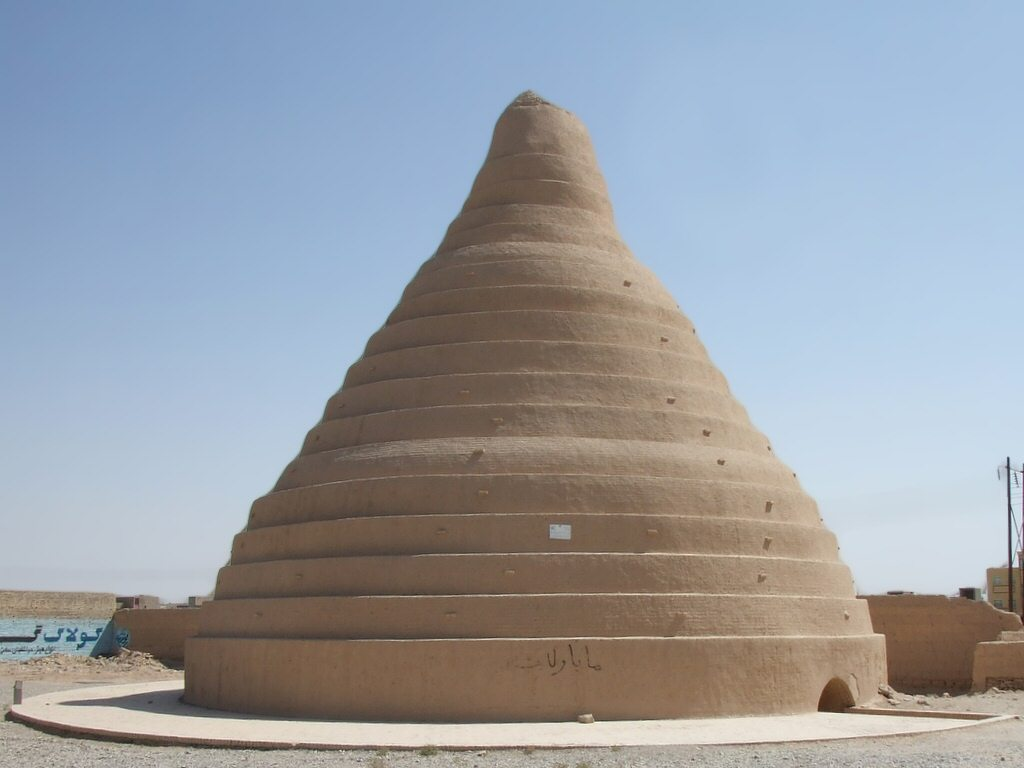
Un yakhchal, un tipo de casa de fabricación de hielo, en Yazd, Iran

La historia de bastani comenzó probablemente alrededor del año 500 a. C. en el Imperio aqueménida de Persia. Se vertían varios jarabes sobre la nieve para producir dulces de verano llamadas "hielo de frutas" (sharbat). Por lo general, el hielo se mezclaba con azafrán, zumo de uva, frutas y otros sabores. El líder macedonio Alejandro Magno, que luchó contra los persas durante diez años, disfrutó de "helados de frutas" endulzados con miel y enfriados con nieve. 
En el 400 a. C., los persas también inventaron un sorbete hecho con agua de rosas y fideos llamado faloodeh (en persa: پالوده‎).